# بیتل‌ها (نمایشنامه)
بیتل‌ها نمایشنامه‌ای نوشتهٔ محمد چرمشیر است، که در دههٔ ۱۳۷۰ نوشته شده است. قصه این نمایشنامه دربارهٔ چهار دوست است که ناهنجاری‌های اجتماعی زنان را به تصویر می‌کشد. چهار دوست یک شب در خانه‌ای نشسته‌اند و ناگهان اتفاقی می‌افتد که باعث برملا شدن رازی می‌شود.
بیتل‌ها بارها در سالن‌های مختلف به‌روی صحنه رفته است.